# Yvonne Domenge
Pour les articles homonymes, voir Domenge.
Yvonne Domenge, née le 28 avril 1946 à Mexico et morte en 2019, est une artiste mexicaine.

## Formation
Née à Mexico en 1946, Yvonne Domenge a étudié les arts plastiques à Mexico, Montréal et Washington DC Elle a suivi différents ateliers de peinture, de sculpture et de techniques telles que la dorure, l'émaillage et la sculpture sur bois sous la direction de professeurs comme les sculpteurs Kitzia Hofmann, Alberto Pérez Soria et Somsy Smuthart. Elle a étudié le développement humain à l'Université ibéro-américaine de Mexico et a enseigné aux enfants, adolescents et adultes l'expression artistique ainsi que l'art-thérapie à travers la sculpture et le dessin.